# El Keurt
El Keurt è un comune dell'Algeria, situato nella provincia di Mascara.